# Westkapelle Hoog
De vuurtoren van Westkapelle, bijgenaamd Westkapelle Hoog, Hoge licht of Zuiderhoofd maar op het dorp zelf steevast d’n Toren genoemd, is de grootste vuurtoren van Westkapelle. Deze toren vormt samen met het Noorderhoofd een witte lichtenlijn naar het Oostgat vanuit noordwestelijke richting. Tot een aantal jaar geleden vormde de vuurtoren samen met Lichtopstand Zoutelande met de naam Sergeant een rode lichtenlijn vanuit zuidoostelijke richting. Tegenwoordig is de lichtenlijn wit. Aan de voet van de toren ligt de algemene begraafplaats van Westkapelle.

## Geschiedenis
Al in 1370 had men op last van Albrecht van Beieren, Graaf van Zeeland in Westkapelle een vuurbaak opgericht om als baken voor de scheepvaart te dienen. Deze vuurbaak stort echter in 1398 al naar beneden. Nog vele malen zou er een nieuw vuurbaak moeten worden heropgebouwd. Op een kaart van Walcheren door Hattinga uit 1753 staan nog twee vuurbakens afgebeeld, één ten noorden en één ten zuiden van Westkapelle.

### Sint-Willibrorduskerk
In 1458 moest de oude kerk van Westkapelle afgebroken worden, omdat de zee zo ver landinwaarts gekomen was dat deze tot aan de kerkpoort stond.
Met de bouw van een nieuwe kerk inclusief toren werd aan de oostkant van de stad, zover mogelijk van de zee, begonnen in 1458. Uiteindelijk werd deze in 1470 in gebruik genomen als de Sint-Willibrorduskerk. Zijn architectuur heeft grote overeenkomst met twee andere baksteengotische torens, het Belfort van Duinkerke en de toren van de Mariakerk in Gdańsk. Maar is waarschijnlijk grotendeels geïnspireerd door de Onze-Lieve-Vrouwekerk in Brugge, de grootste stad in de regio toentertijd. Deze kerk werd de hoofdkerk voor Hugenskerke (Meliskerke), St. Jacobskerke en Werendijke, Sint Janskerke, St. Nicolaaskerke (Boudewijnskerke) en van "Domburg extra castellum".
De kerk bestond uit een driebeukig halleschip en -koor met een buiten de noord- en zuidgevel stekend dwarsschip met een vieringtorentje. Het schip en de koren hadden elk een lengte van vier traveeën. Het dak bestond uit drie evenwijdig lopende bekappingen, die hun steunpunt vonden op twee rijen zware kolommen, terwijl langs de zijmuren halve kolommen waren aangebracht. Deze ruimte was dus verdeeld in een midden-, zuid- en noordbeuk; het koor aan het oosteinde sloot daartegen aan. Onder de daken was geen zoldering, zodat men een vrije blik in de gebinten kon werpen. De 38 meter hoge toren had haakse steunberen met natuurstenen hoekblokken en werd bekroond met een spitsvormige kap, geflankeerd door vier hoektorentjes.
Een eeuw lang bleef de kerk in het bezit van de rooms-katholieke geestelijkheid. Totdat de reformatie en dus ook de Nederlandse Opstand losbarstte. Of de kerk door de Beeldenstorm van 1566 getroffen is, is niet duidelijk. Een week nadat Vlissingen door geuzen werd veroverd, koos ook Westkapelle net als de rest van Walcheren in half april 1572 "voor de prins". Alleen Middelburg bleef (tot 1574) Spaans en dus katholiek, en hierheen vertrok dan ook de geestelijkheid van Westkapelle.
De Sint Willibrorduskerk werd een protestantse kerk, die in 1582 bij de classis van Middelburg werd opgenomen. Door de religieuze twisten en Spaanse plunderingen was de kerk echter grotendeels vernield. Een deel werd in 1580 al hersteld, gefinancierd door de "geestelijke goederen van Walcheren". Maar de kerk zou over de volgende twee eeuwen nog veel onderhoud vergen, wat door de afnemende welvaart vaak niet of nauwelijks gerealiseerd kon worden.

### Vuurtoren
In 1802 werd de torenspits van de toren verwijderd om plaats te maken voor een seintoestel van de semafoorlijn van de Franse bezetter.
In 1818 heeft men een koperen koepellantaarn als lichthuis aangebracht op het platte dak van de toren, naar ontwerp van Jan Valk. Hierin werd een kustlicht aangebracht bestaande uit 15 Argandse olielampen voorzien van verzilverde lichtkaatsers dat scheen door geslepen glazen vensters. Als brandstof werd spermacetiolie, een soort walvisolie, gebruikt.
Nadat de kerk in de nacht van 14 op 15 maart 1831 door brand, veroorzaakt door een olielamp, tot een ruïne was vernietigd en de restanten daarvan in 1834 werden gesloopt, bleef de toren staan als losstaand object. Meer centraal in Westkapelle werd in 1834 een veel kleiner nieuw kerkje gebouwd, in de vorm van een rechthoekige zaal, dat tot 1944 zou bestaan.
Na de brand was de eerste taak het kustlicht weer in orde brengen. Al de volgende ochtend kon dat weer worden ontstoken. De toren zelf werd hersteld, waarbij men vooral ijzer en steen gebruikte om brandgevaar tot een minimum te beperken.
De Argandse Lampen werden in 1852 vervangen door een vast lichtoptiek, een zogenoemde catadioptriek licht van de eerst rang. Dit licht had als lichtbron een petroleumlamp met vier concentrische pitten.

In 1906 werd het lichthuis uit 1818 verwijderd en kwam er een plaatijzeren ronde opbouw voor in de plaats, gebouwd door de firma Penn & Bauduin uit Dordrecht. Tegelijkertijd werd er toen een dubbellensoptiek met fresnellenzen in gebruik genomen. Het was nu een draaiend licht met booglampen met een lichtsterkte van 15 miljoen candela. Dit nieuwe licht zorgde ervoor dat de vuurtoren een van de krachtigste kustlichten van Europa was geworden. Volgens waarnemingen van de mailboot tussen Vlissingen en Queenborough was het licht bij gunstige weersomstandigheden door weerkaatsing van het licht tegen de wolken tot ver over de horizon op een afstand van 58 zeemijl (107 km) waargenomen. 

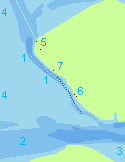
1. Oostgat
2. Wielingen
3. Westerschelde
4. Noordzee
5. Westkapelle met 2 vuurtorens en lichtlijn
6. Vuurtorens van Kaapduinen met lichtlijn
7. Lichtlijn van de lichtopstand Zoutelande in rood

 Vlak naast de toren, nu De Casembrootstraat, was een machinegebouw verrezen waarin met twee wisselstroomdynamo's aangedreven door een motor op kolengas, de voor het torenlicht benodigde stroom werd opgewekt. In 1921 werden de booglampen vervangen door zogenoemde Brandarislampen. De lichtsterkte was nu 'slechts' 2,2 miljoen candela, veel minder dan eerst, maar ruim voldoende om het door de kromming van de aarde tot ongeveer 35 km beperkte zicht te overbruggen. In de jaren 1924-1934 werd in fasen een grootscheepse restauratie van de toren uitgevoerd. Veel metselwerk werd vernieuwd, afgebrokkelde steunberen werden bijgewerkt, nieuwe vlechtingsblokken werden geplaatst en een groot deel van het maaswerken de verweerde waterlijsten werd vernieuwd.
In de Tweede Wereldoorlog maakten de Duitse bezetters van de lichtkoepel een uitkijkpost. Het licht draaide echter nog iedere nacht, al was het voor een groot deel verduisterd. Het licht doofde ten tijde van de geallieerde bombardementen en invasie. Een brand, waarschijnlijk veroorzaakt door de Duitsers, verwoeste het torenlicht. Op 1 februari 1946 werd een noodverlichting op het torenplatform in gebruik genomen. Een luchtvaart licht van 1500 W met dubbel lenzenstelsel, met een lichtsterkte van 400.000 candela.

### Tegenwoordig
Het huidige optiek dateert van 19 juni 1951, en heeft een effectieve sterkte van 2,6 miljoen candela. Het is zichtbaar tot op ongeveer 20 zeemijl (37 km).
De toren bestaat uit zes verdiepingen en heeft een hoogte van 52,3 meter. De vuurtoren staat aan het begin van de hoofdstraat genaamd de Zuidstraat, is onbemand en wordt door het Dijk- en oorlogsmuseum Het Polderhuis op gezette tijden geopend voor het publiek. Het publiek kan dan de toren tot het dak beklimmen. De roodkleurige bovenbouw met daarin het optiek is niet toegankelijk voor het publiek. Er zijn wisseltentoonstellingen van kunstenaars, informatie, documentatie en beeldmateriaal over de geschiedenis van de toren en er is een kamer ingericht als authentieke torenwachterskamer.

## Licht

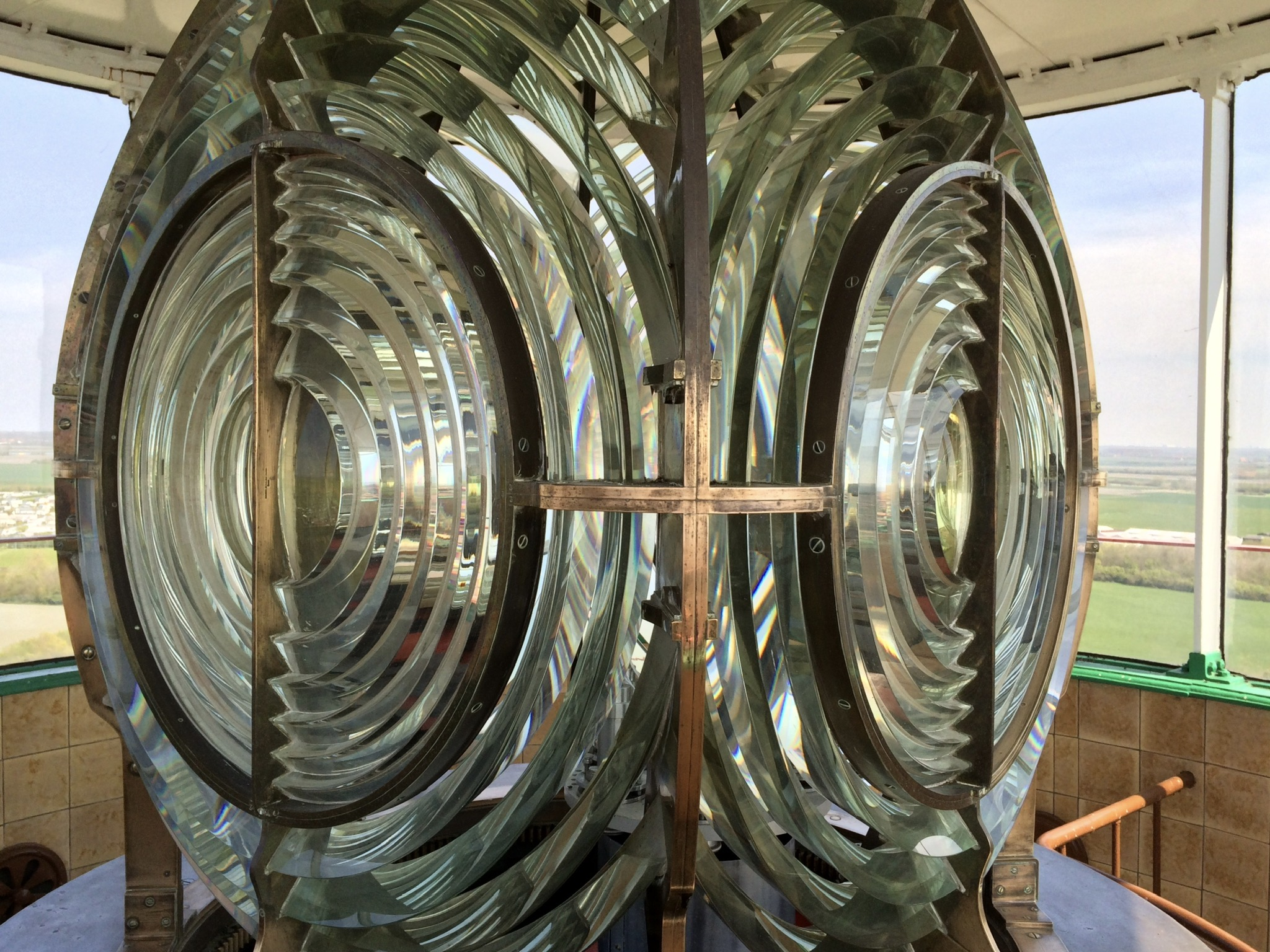
De lenzen rondom de lamp van de vuurtoren

Het licht, bestaande uit een draaiend optiek, heeft een sterkte van 2.600.000 cd en is zichtbaar tot op 28 zeemijlen (ruim 51 kilometer).
Het lichtkarakter bestaat uit een schitterlicht iedere drie seconden.

## Kunst
In de 18e eeuw al is de toren, toen nog onderdeel van de Sint-Willibrorduskerk, geschilderd door Amsterdams prentkunstenaar en aquarellist Hermanus Petrus Schouten. Hoewel van dit werk de exacte datering niet bekend is, moet het van circa 1772 zijn. Dit omdat de in dit werk afgebeelde standaardmolen in 1773 afgebroken is ten gunste van de Prins Hendrik. Dit werk maak tegenwoordig deel uit van de collectie van het Rijksmuseum.
In de 18e eeuw is de toren, inclusief de Sint-Willibrorduskerk, ook meerdere malen afgebeeld als tekening of prent in verschillende media. Reproducties van deze afbeeldingen zijn vaak in bezit van het Rijksdienst voor het Cultureel Erfgoed.

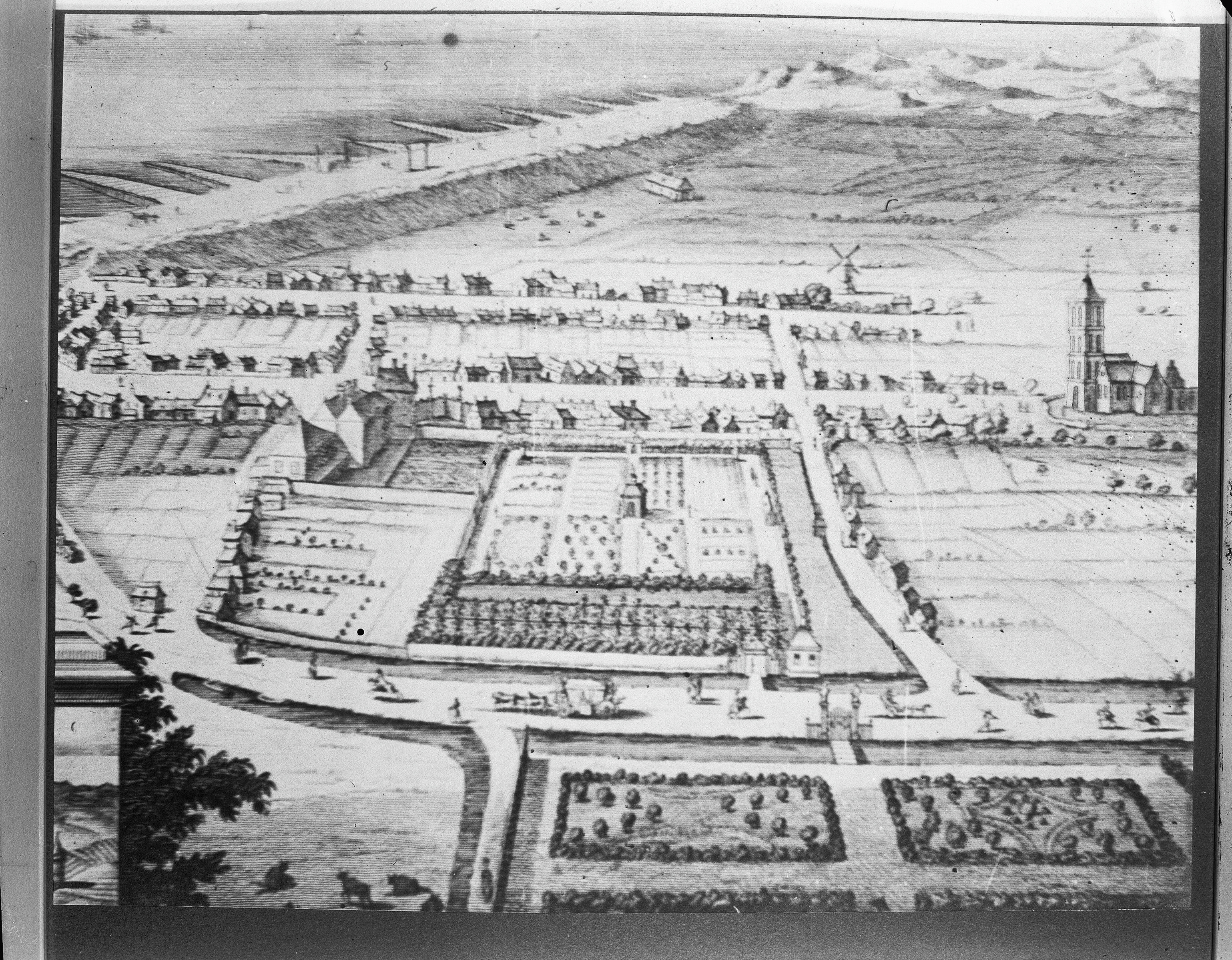
Gezicht op dorp en kerk, reproductie oude prent; coll. Rijksdienst voor het Cultureel Erfgoed
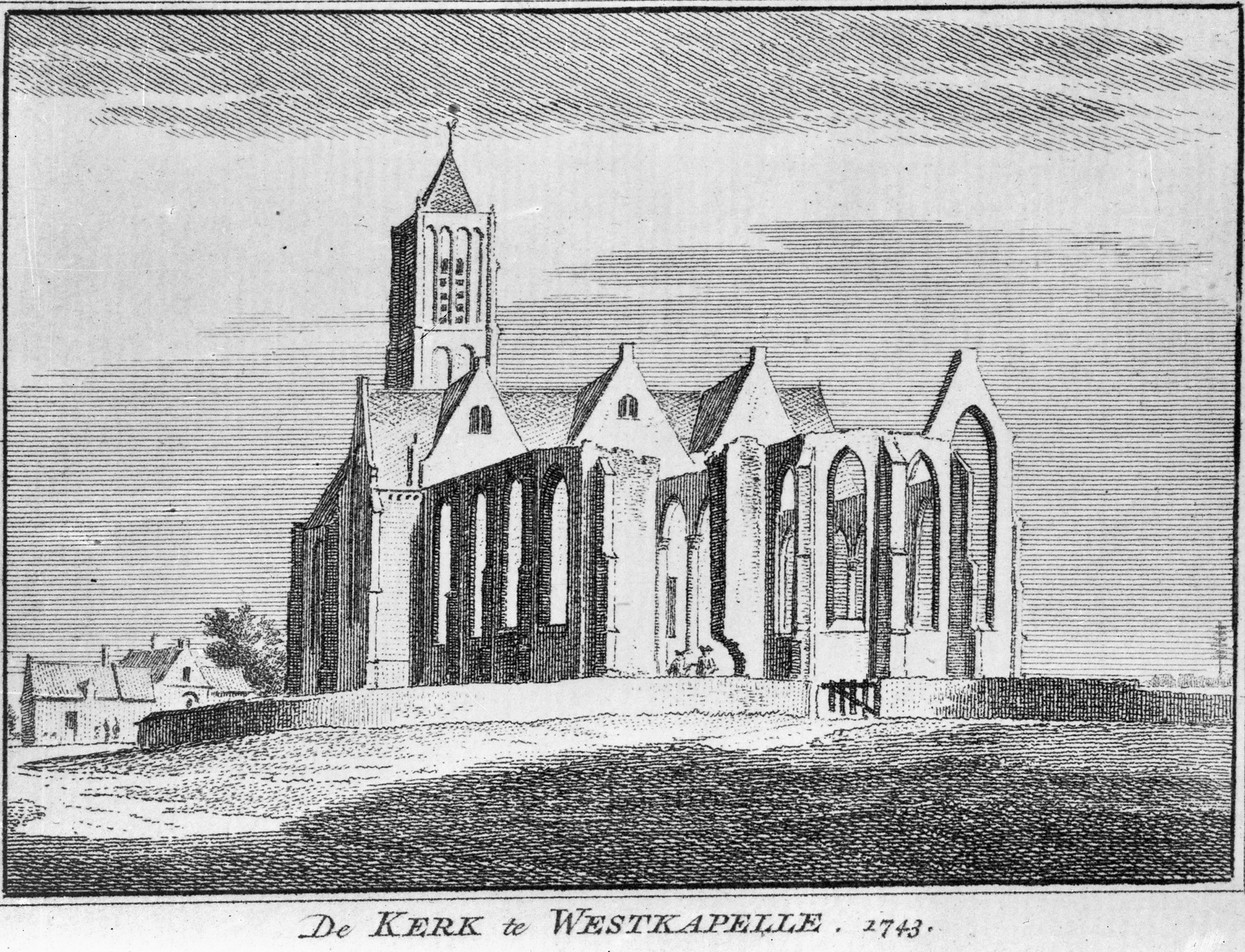
De Kerk te Westkapelle, 1743, reproductie van prent gefotografeerd door G.Th. Delemarre in 1957; coll. Rijksdienst voor het Cultureel Erfgoed
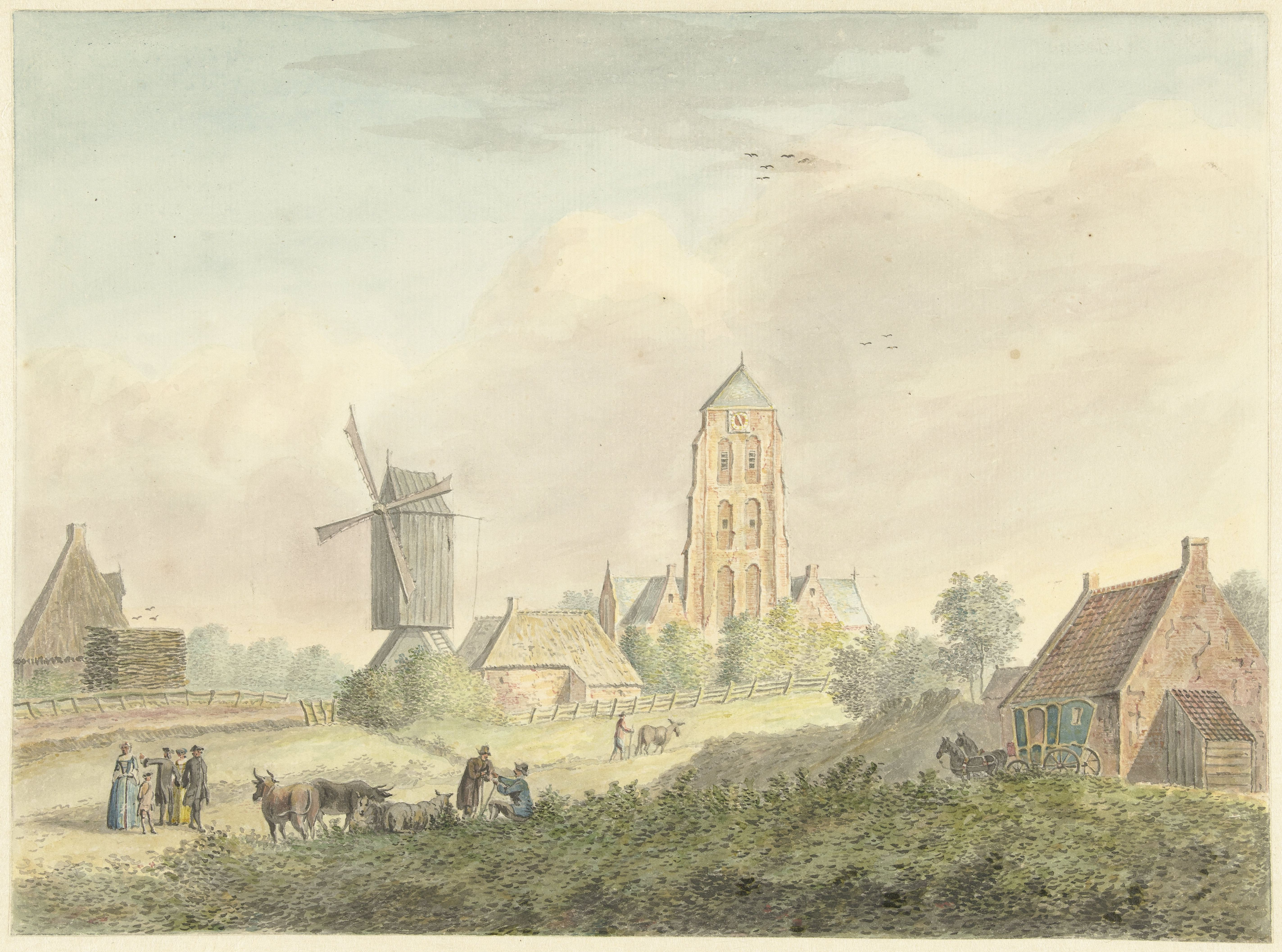
Kerk van het dorp Westkapelle in Zeeland, door Hermanus Petrus Schouten geschilderd ca. 1772; coll. Rijksmuseum
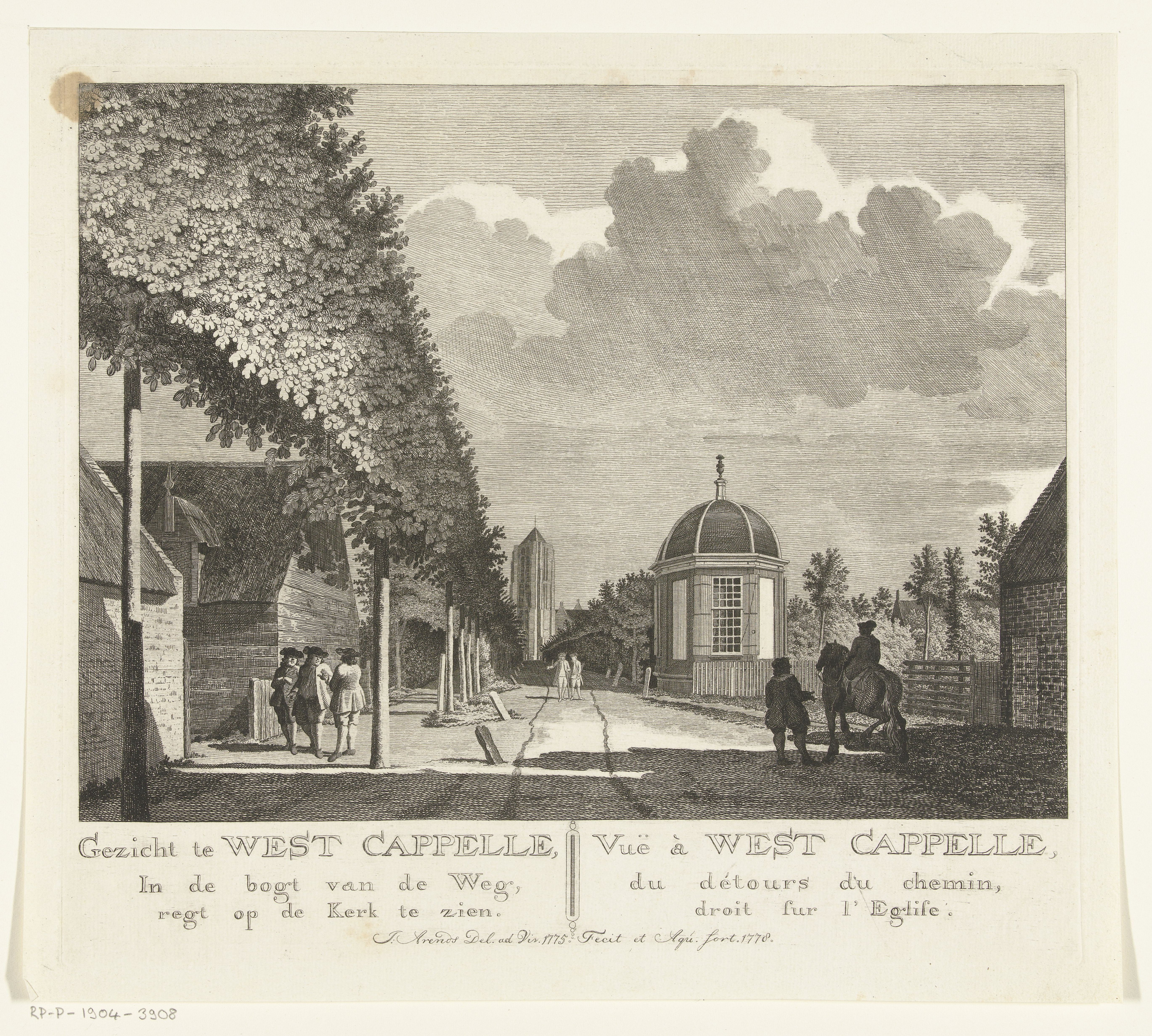
Gezicht op de kerktoren van Westkapelle, door Jan Arends ets uit 1778; coll. Rijksmuseum
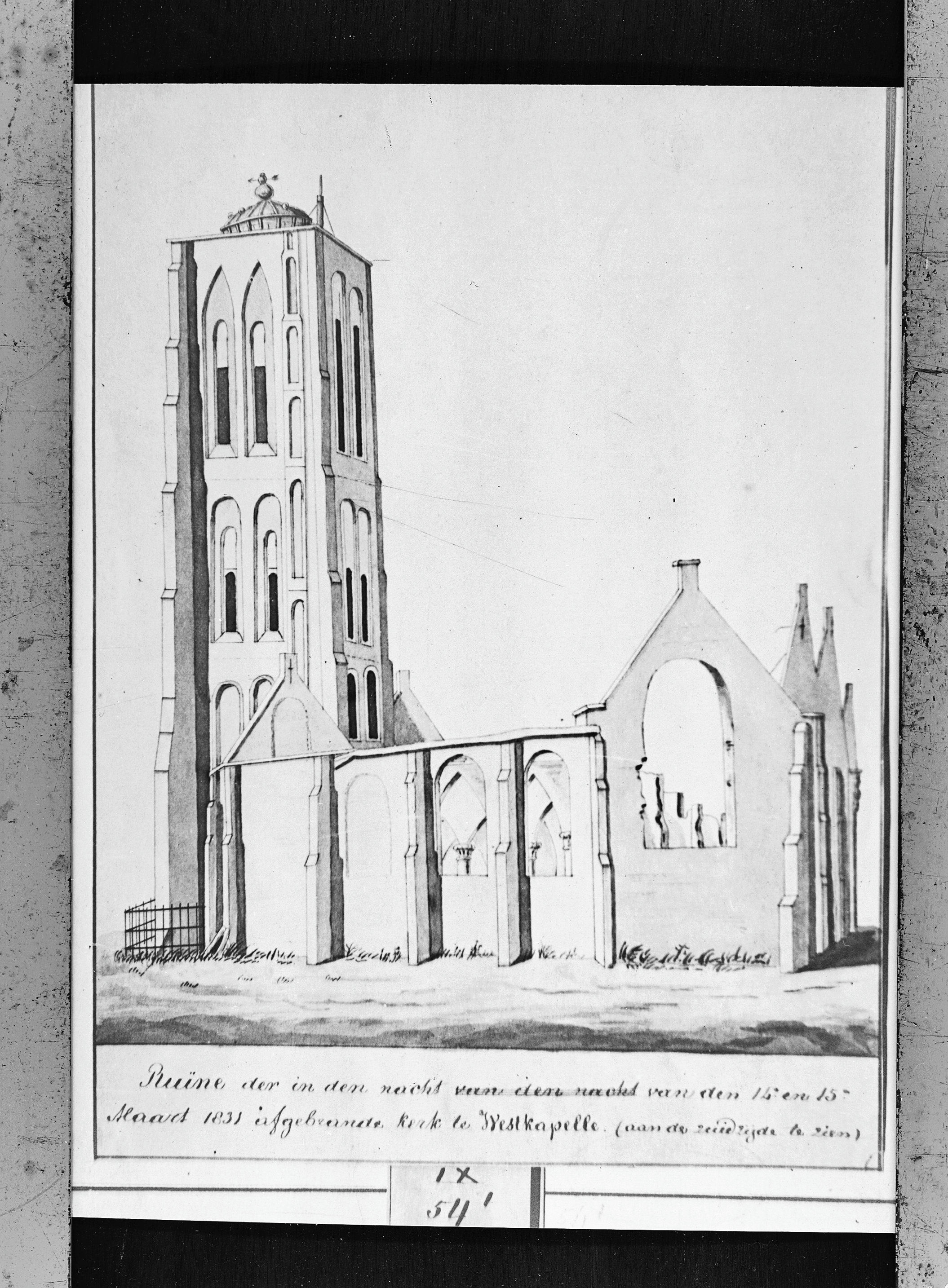
Ruïne van kerk naar oude tekening van 1831; coll. Rijksdienst voor het Cultureel Erfgoed

Tussen 1908 en 1910 is de vuurtoren meerdere malen op schilderdoek vastgelegd door de Nederlandse kunstschilder Piet Mondriaan tijdens zijn periode in Domburg. Hier experimenteerde hij met verschillende stijlen, van heel gedetailleerd tot heel impressionistisch. Alle bekende werken, Vuurtoren bij Westkapelle (1908), 1909, 1909-1910 en 1910 hangen tegenwoordig in het Kunstmuseum Den Haag.

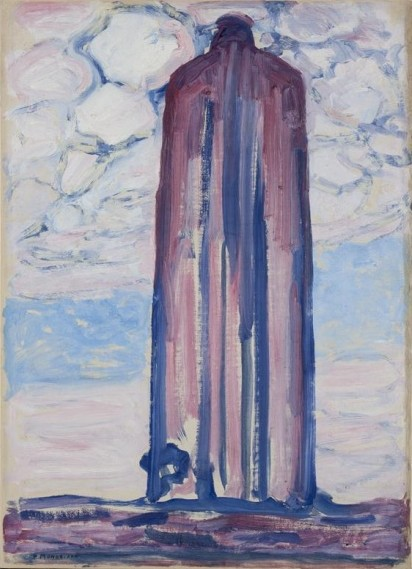
Vuurtoren bij Westkapelle, door Piet Mondriaan geschilderd in 1908; coll. Kunstmuseum Den Haag
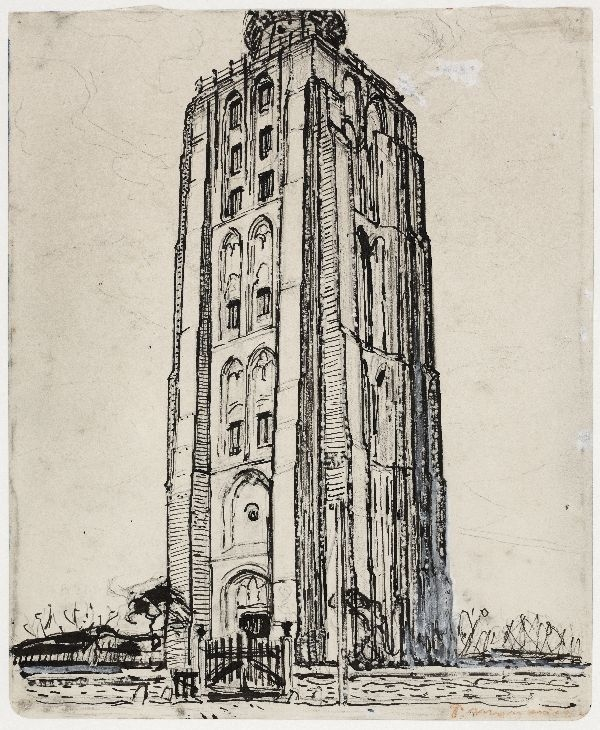
Vuurtoren bij Westkapelle, inkt, krijt en gouache op papier, Piet Mondriaan (1909); coll. Kunstmuseum Den Haag
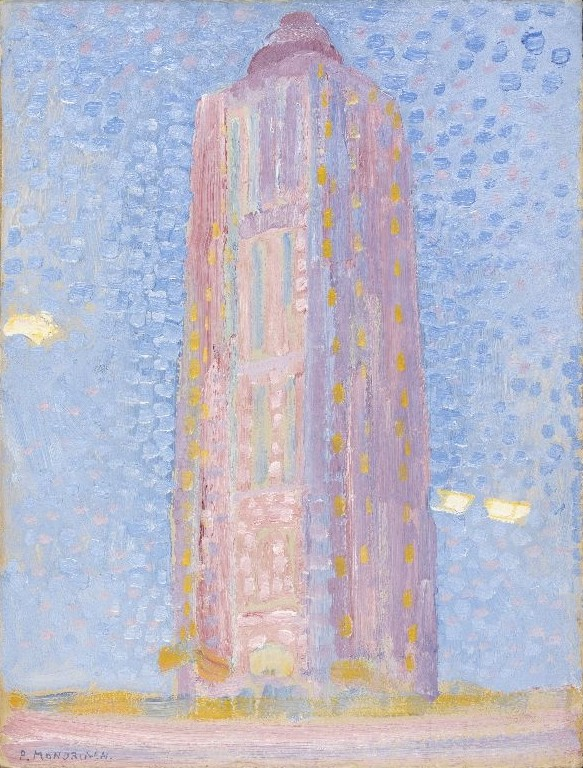
Vuurtoren bij Westkapelle, door Piet Mondriaan geschilderd in 1909; coll. Kunstmuseum Den Haag
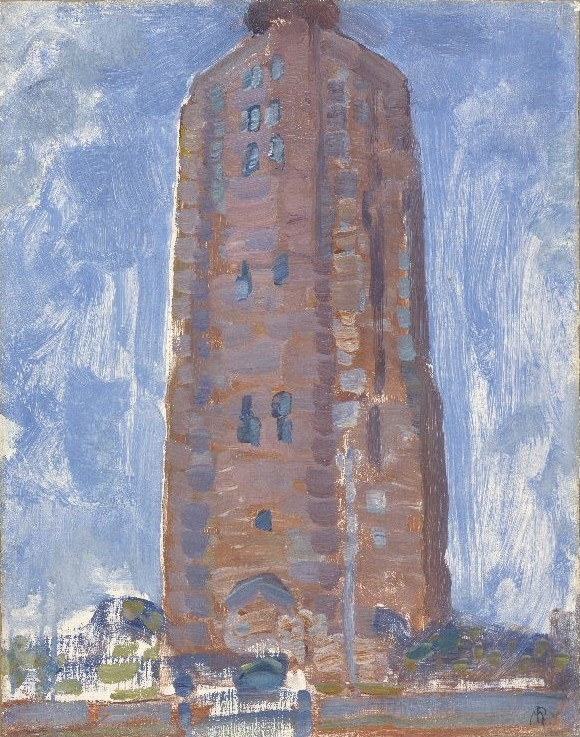
Vuurtoren bij Westkapelle, door Piet Mondriaan geschilderd in 1909-1910; coll. Kunstmuseum Den Haag
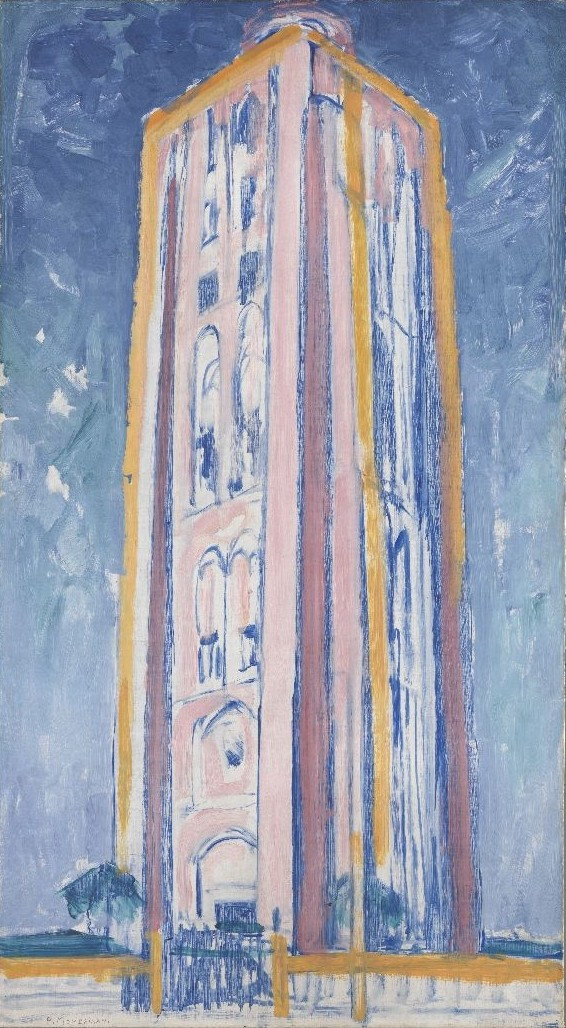
Vuurtoren bij Westkapelle, door Piet Mondriaan geschilderd in 1910; coll. Kunstmuseum Den Haag

## Afbeeldingen

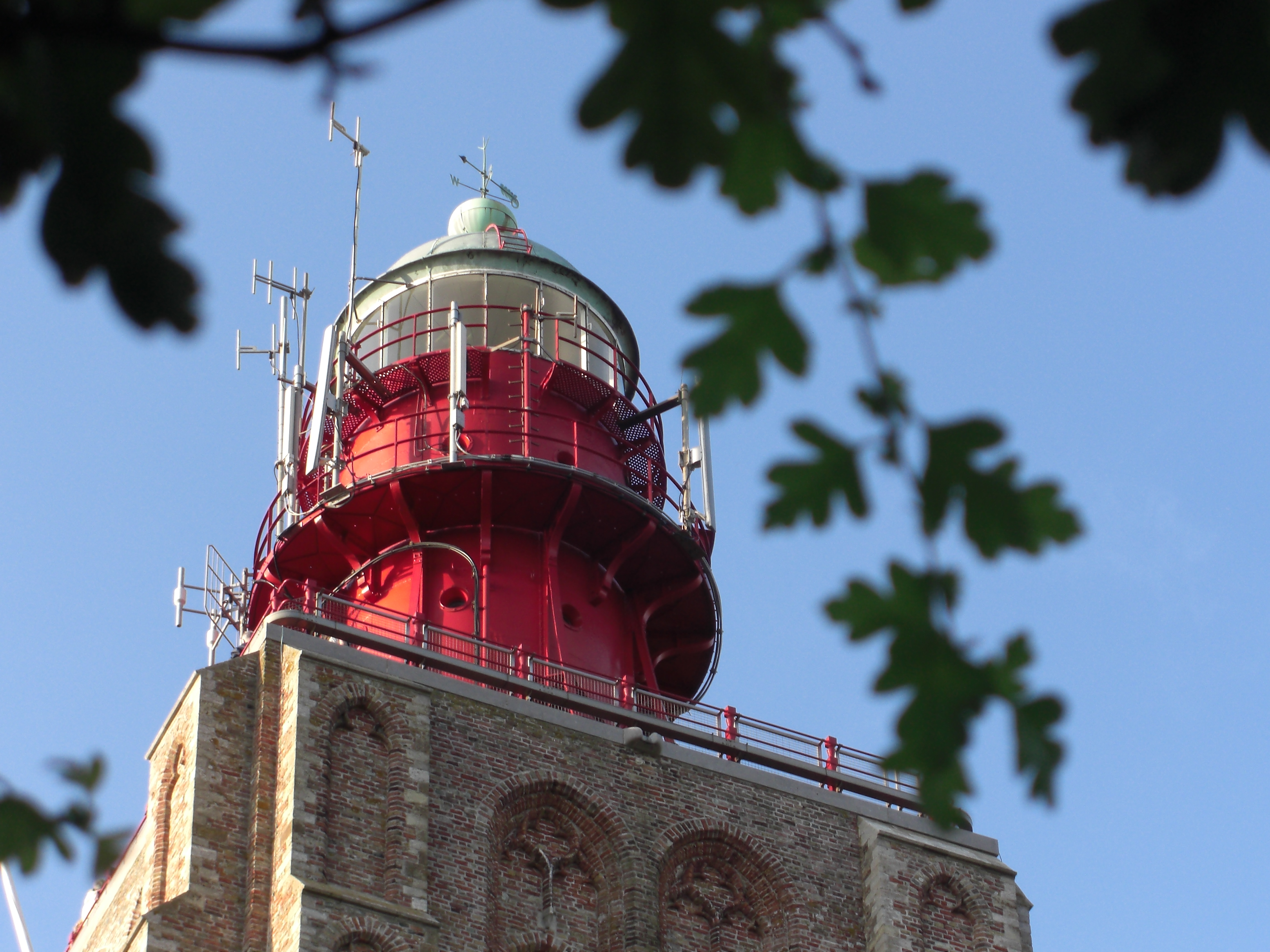
Gietijzeren optiek
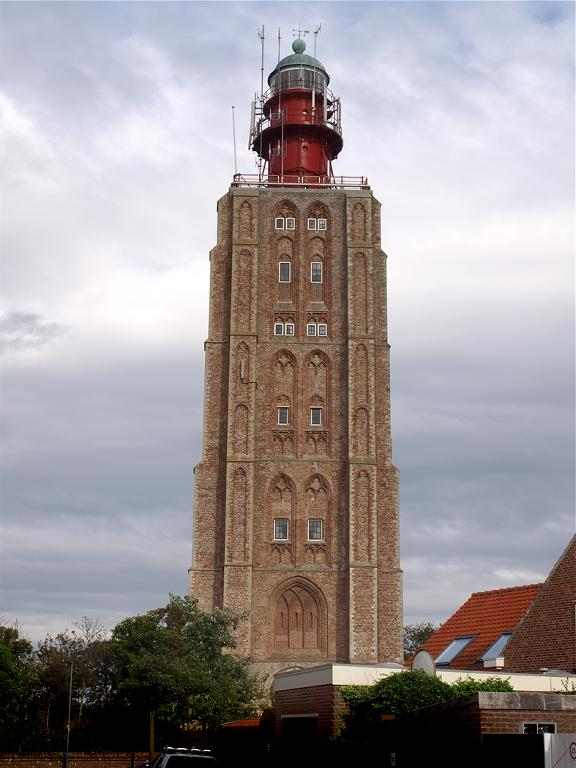
Vuurtoren Westkapelle in 2008
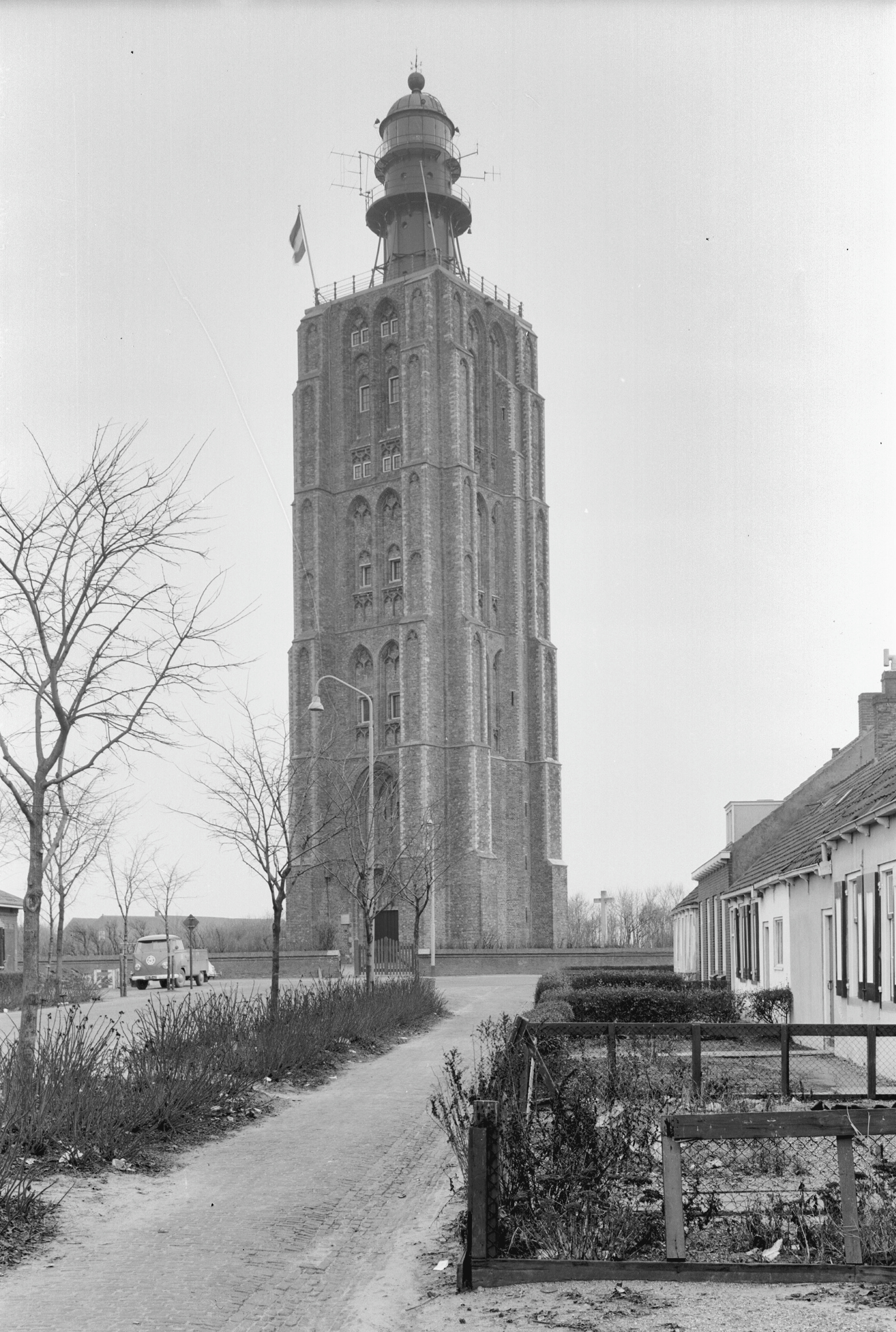
Vuurtoren in 1964
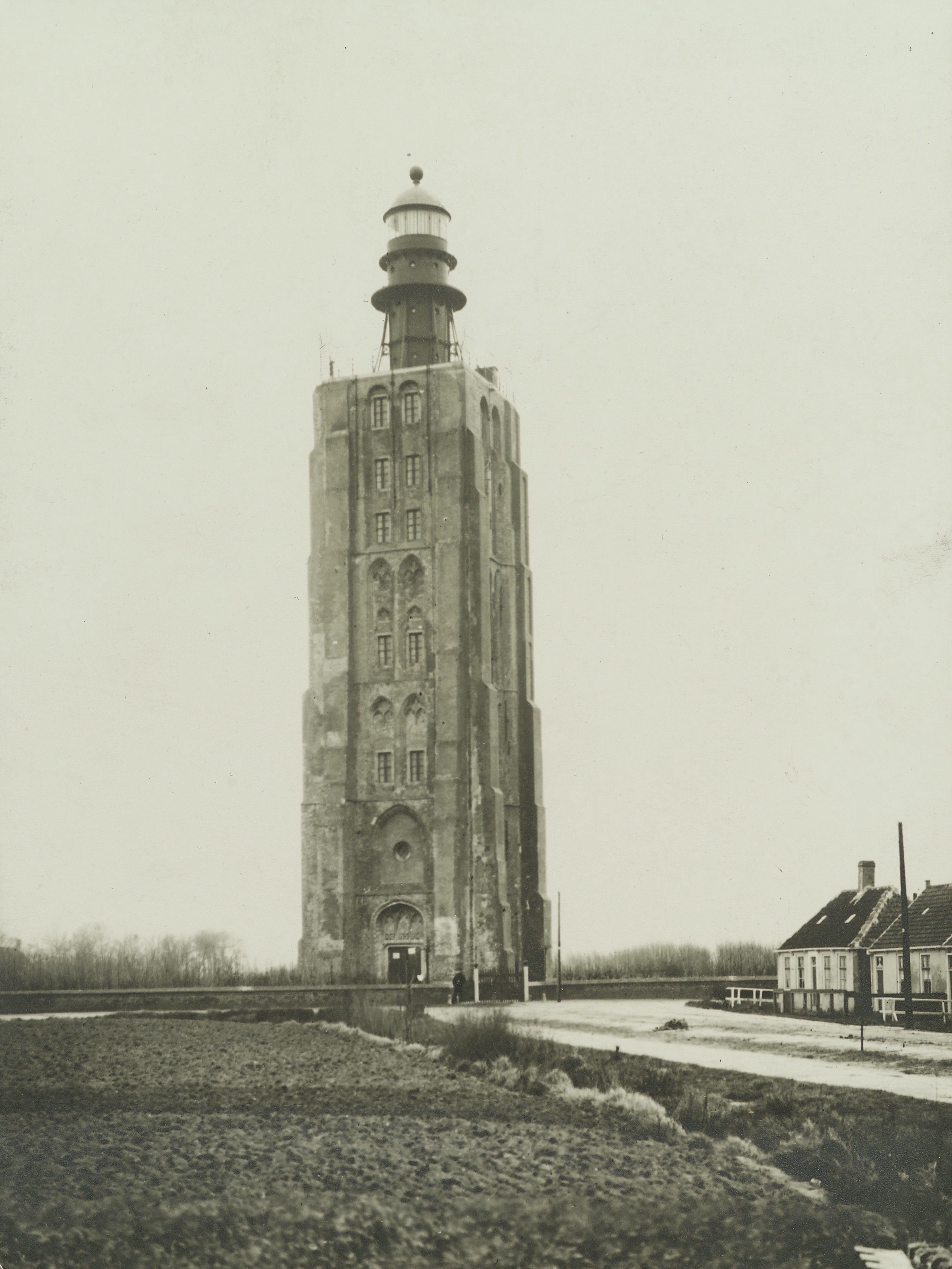
Vuurtoren in 1923